# 孟良崮战役遗址
孟良崮战役遗址，位于山东省临沂市蒙阴县、沂南县交界区，孟良崮戰役戰場，是中华人民共和国山东省文物保护单位之一。
1977年12月23日，授予山东省文物保护单位，是一座革命遗址及革命纪念建筑物。